# パワー・ライズ
株式会社パワー・ライズ（英: POWER RISE, Inc.）は、日本の芸能事務所。日本声優事業社協議会会員。主に声優のマネージメントを行っている。
2015年6月1日、トリトリオフィスとトリアスとが合併し発足した。

## 所属声優・タレント
2025年5月時点。

### 男性
| あ行 - 浅木俊之 - 我妻正崇 - 有元勇輝 - 伊東隼人 - 井野優 - 大久保宇将 - 岡崎雅紘 - 尾崎裕紀 か行 - 清里孝也 - 後藤啓介 さ行 - 善財達也 た行 - 鶴田遼平 | な行 - 中山真吾 - 西村健志 - 野口晃 - ノムラタツヤ は行 - 藤井剛 ま行 - 宮負潤 ら行 - ロバート・ウォーターマン や行 - 矢中賢人 - 山中巧 - 吉岡翔悟 わ行 - 渡部康大 |

### 女性
| あ行 - 青野早恵 - 有賀友利恵 - 伊津美志の - 江藤千尋 - 小川優歌 か行 - 嘉賀さくら - 勝間田奈海 - 神野ひとみ - 川中彩加 - 木村優花 - 國分優香里 - 古寺洋子 さ行 - さいとうよしえ た行 - 高咲佳菜恵 - 高田初美 - 谷崎ほの花 | な行 - 中川琴葉 - 野下真歩 は行 - 長谷川直子 - 氷青 - 深町季生 - 富士原晴乃 - 文月くん - 本田乃愛 ま行 - 森樹里 |

## かつて所属していた主な声優・タレント

### 男性
- 石森周斗（フリー）
- 越後屋コースケ（現所属：ステイラック）
- 景浦大輔（現所属：アミュレート）
- 北山恭祐（フリー）
- 幸本たつと（フリー）
- 田中慎二（現所属：アルディ）
- 外崎友亮（現所属：アクロスエンタテインメント）
- 中澤まさとも（現所属：東京俳優生活協同組合）
- バレッタ裕（現所属：アトミックモンキー）
- 平野隼人（現所属：ポンテ）
- 頼孝延（現所属：Human Alchemist）

### 女性
- 天乙准花（フリー）
- 石原愛依梨（フリー）
- 岩﨑春奈（フリー）
- 岡本理絵（現所属：ハルクオリア・所属兼代表)
- 尾崎真実（現所属：ハルクオリア)
- 小野涼子（フリー）
- 小林桂子（フリー）
- 西連寺亜希（現所属：グリーンノート)
- 竹内仁美（現所属：フトゥールム）
- 中川奈美（現所属：MITギャザリング）
- 藤原鞠菜（フリー）
- 前田愛美（現所属：ハイブシックス）
- 前田恵（フリー）
- 前田美優（フリー）
- 雪絵玲那（現所属：SAKI PRODUCTION）
- 米島希（現所属：アイ・ペアーズ）